# 脆肉鯇
脆肉鯇是香港及華南的一種特種養殖魚，透過為養殖的鯇魚餵飼蠶豆，使魚肉的蛋白質及礦物質提高（另有说法，为喂饲蚕豆导致鯇魚患有类似葡萄糖-6-磷酸脫氫酶缺乏症，出现溶血等症状，利用血管不断损伤和修复产生的弹性伤愈结缔组织，形成弹脆质感），從而使肉質更為爽脆，1973年在中山市开始养殖。根據香港的養魚專家所說，平均每公斤的魚肉，需要用兩公斤的蠶豆飼養。若鯇魚所餵飼的蠶豆不足，魚肉就會不夠爽脆，而這亦是香港及華南脆肉鯇的分別所在。
依據原產地，脆肉鯇可以分為以下幾類：
- 東升脆肉鯇
- 香港脆肉鯇
- 華南脆肉鯇
- 長江脆肉鯇

## 外部連結
- 南方網：长江脆肉鲩 （页面存档备份，存于）